# Maladera kanarana
Maladera kanarana är en skalbaggsart som beskrevs av Moser 1918. Maladera kanarana ingår i släktet Maladera och familjen Melolonthidae. Inga underarter finns listade i Catalogue of Life.